# Samson (chanson)
Pour les articles homonymes, voir Samson (homonymie).
Chansons représentant la Belgique au Concours Eurovision de la chanson
Euro-Vision
(1980) Si tu aimes ma musique
(1982)
Samson est une chanson interprétée par Emly Starr pour représenter la Belgique au Concours Eurovision de la chanson 1981 à Dublin.
La chanson est parue en 1981 sur son album Let Me Sing et sortie en 45 tours dans sa version en anglais et en néerlandais sous le titre Samson and Delilah et Samson en Delilah respectivement. 

## À l'Eurovision
Elle est intégralement interprétée en néerlandais, l'une des trois langues nationales de la Belgique, comme l'impose la règle entre 1976 et 1999.
Samson est la 16e chanson interprétée lors de la soirée du concours, suivant Playback (en) de Carlos Paião pour le Portugal et précédant Feggári kalokerinó (en) de Yiannis Dimitras (en) pour la Grèce,. 
À la fin du vote, Samson termine 13e sur 20 chansons, en obtenant 40 points,.

## Liste des titres
Singles de Emly Starr
Sweet Lips
(1981) Let Me Sing
(1981)
| A1. | Samson and Delilah (version anglophone)    | Kick Dandy, Penny Els | Kick Dandy, Giuseppe Marchese | 2:51 |
| B1. | Samson en Delilah (version néerlandophone) | Kick Dandy, Penny Els | Kick Dandy, Giuseppe Marchese | 2:51 |

## Classements

### Classements hebdomadaires
| Classement (1981)                      | Meilleure position |
| -------------------------------------- | ------------------ |
| Belgique (Flandre Ultratop 50 Singles) | 6                  |
| Belgique (Flandre Vlaamse top 10)      | 1                  |

## Historique de sortie
| Pays        | Date | Format   | Label            |
| ----------- | ---- | -------- | ---------------- |
| Allemagne   | 1981 | 45 tours | Ariola           |
| Benelux     | 1981 | 45 tours | Ariola           |
| Danemark    | 1981 | 45 tours | Ariola           |
| Royaume-Uni | 1981 | 45 tours | Ariola           |
| Japon       | 1982 | 45 tours | Overseas Records |